# Éolidien à papilles
Aeolidia papillosa · Nudibranche à crinière
Espèce
Synonymes
- Limax papillosus (Linnaeus, 1761)
- Eolis papillosa (Linnaeus, 1761)
- Aeolidia herculea (Troschel, 1866)[1]

L'éolidien à papilles (Aeolidia papillosa) est une espèce de nudibranches de la famille des Aeolidiidae. Ce mollusque est le plus souvent blanc et mesure 120 mm au maximum, ce qui en fait le plus grand éolidien du nord de l'océan Atlantique. La distribution de cette espèce ne se limite pas à cette région puisqu'on la trouve également dans une partie de la mer Méditerranée, ainsi que sur les côtes Est de l'océan Pacifique. Hermaphodite comme tous les nudibranches, l'éolidien à papilles dépose chaque année un cordon en spirale composé de milliers d’œufs desquels éclosent des larves véligères.

## Taxinomie et étymologie

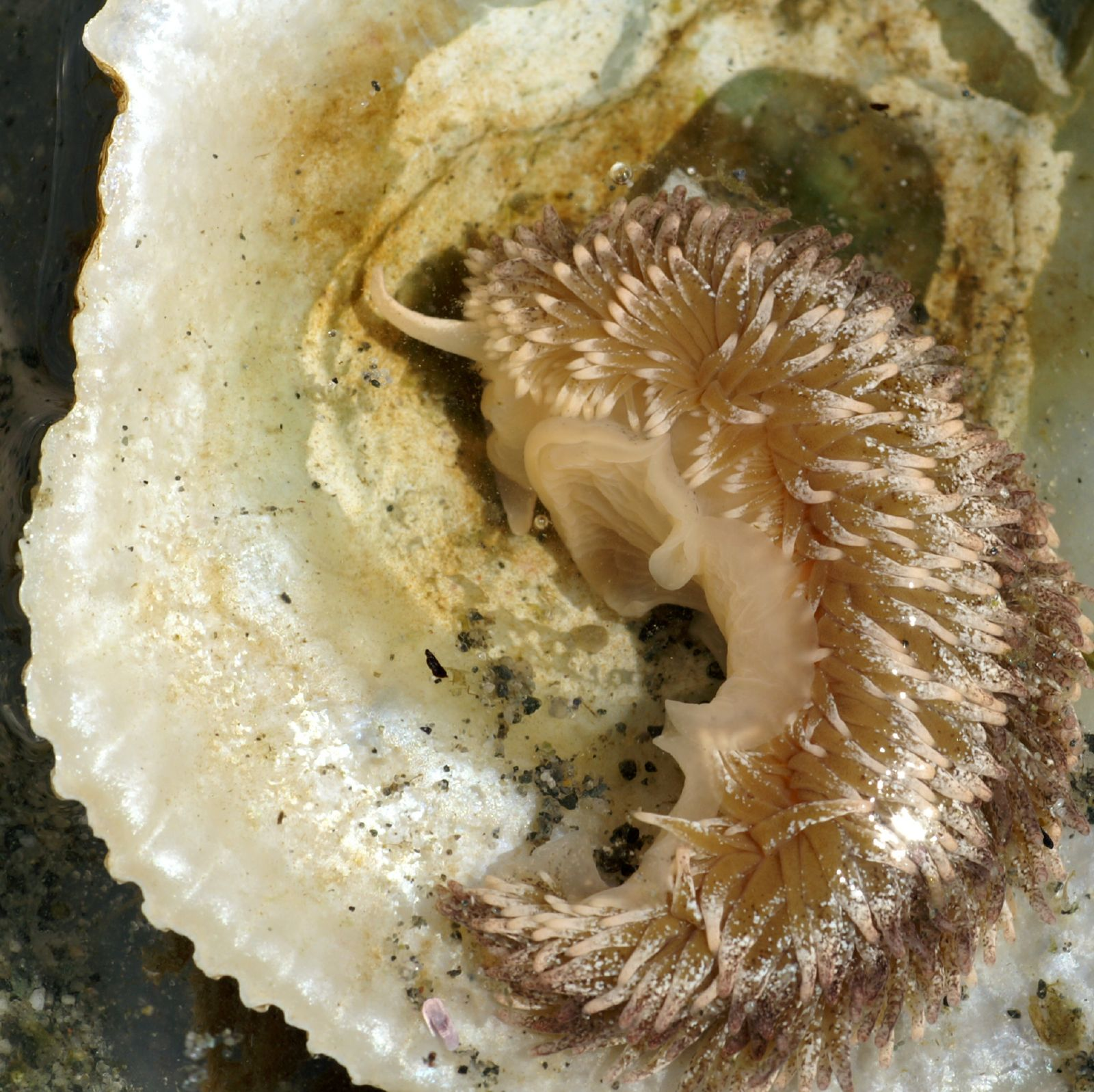
Depuis 1761, de nombreuses observations dA. papillosa ont été effectuées en Europe ou bien, comme ici, sur la côte Pacifique des États-Unis.

L'espèce est décrite par le naturaliste suédois Carl von Linné en 1761 sous le nom scientifique Limax papillosus ; la même année, le nom est changé en Eolis papillosa. L'épithète spécifique issue du latin papillosus signifie « recouvert de papilles », c'est-à-dire de cérates. Le genre Aeolidia est établi par le naturaliste français Georges Cuvier en 1798. Selon World Register of Marine Species, cette espèce dispose de près d'une vingtaine de synonymes.

## Distribution et habitat
L'éolidien à papilles dispose d'une vaste distribution comprenant plusieurs océans et mers du monde. Il est ainsi présent dans le nord de l'océan Atlantique à l'Ouest (dans le golfe du Saint-Laurent) et à l'Est (des Îles Britanniques jusqu'au golfe de Gascogne), en mer Méditerranée dans le bassin de Thau, et sur la côte orientale de l'océan Pacifique, de l'Alaska jusqu'au Chili,. Des observations de l'espèce ont également été effectuées sur la côte atlantique d'Amérique du Sud,.
Cette espèce dispose d'un habitat vaste. On la rencontre le plus souvent sur l'estran et dans les eaux peu profondes mais elle a été observée jusqu'à 800 voire 900 m de profondeur,. Ce nudibranche apprécie les eaux froides, il vit sur des fonds rocheux ou vaseux, à proximité d'anémones de mer,.

## Description

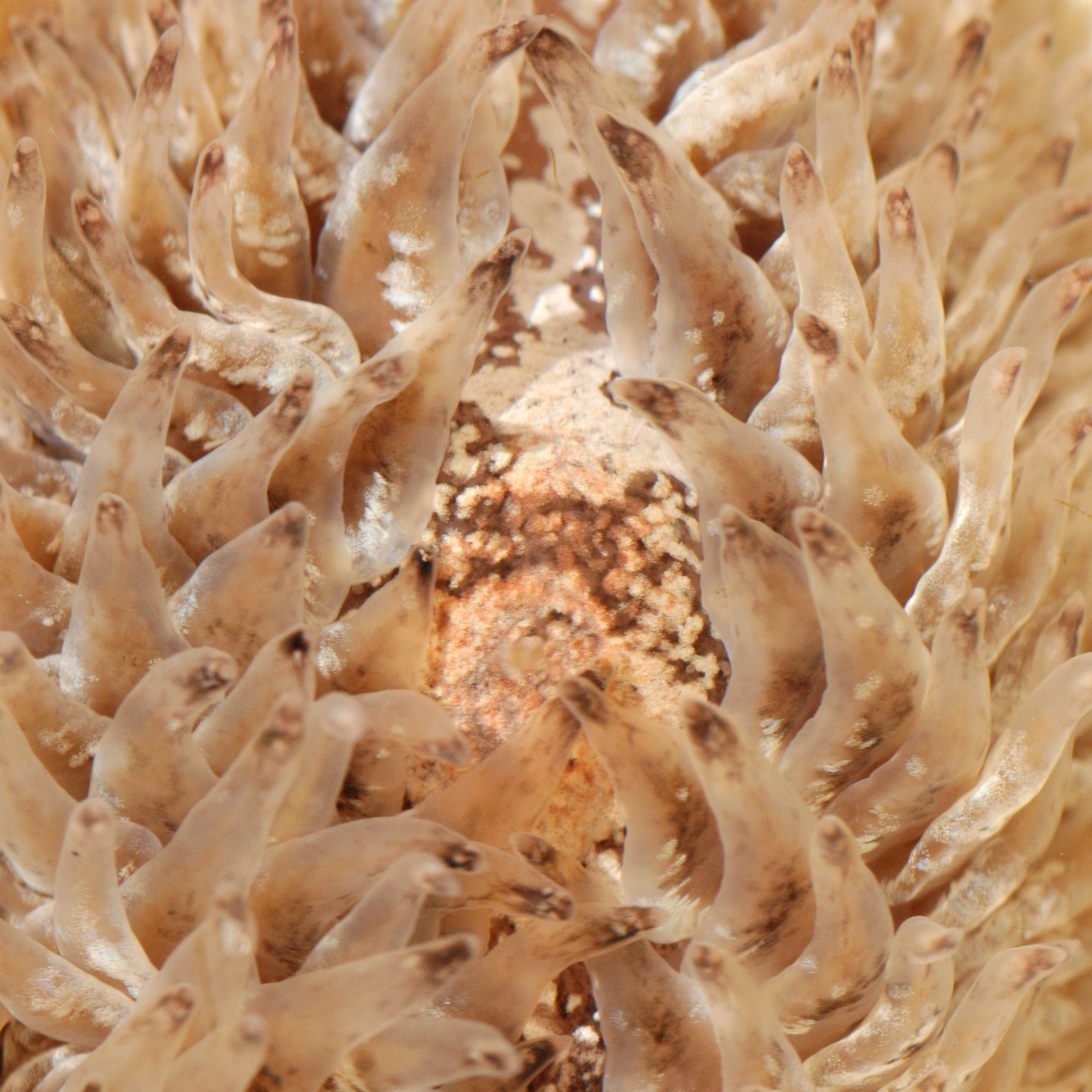
Les cérates de cette espèce présentent une coloration similaire à celle du corps, les extrémités sont blanches.

A. papillosa peut atteindre 120 mm de long et 30 mm de large, il s'agit d'un nudibranche de grande taille. Il présente une coloration dorsale généralement blanche mais parfois brune, verdâtre ou bien violet foncé,. Un V de couleur blanche est visible sur la tête de certains individus,. Les cérates aplatis et allongés sont organisés en au moins 25 rangées transversales et proches les unes des autres. L'extrémité des cérates est blanche. Une zone est dépourvue de cérates au milieu du dos. Le corps et encore plus les cérates sont constellés de petites taches grises ou marron. Sur la tête, les rhinophores sont lisses et d'une coloration plus intense que le reste du corps, mis à part l'extrémité qui est pâle ; les tentacules buccaux sont coniques et légèrement plus longs que les rhinophores, leur base est sombre mais leur extrémité est blanche. Les tentacules pédieuses permettant à l'animal de se mouvoir avec une sorte de pied sont largement visibles à l'arrière et sur les côtés. La queue est arrondie à son extrémité.
Plusieurs espèces de nudibranches présentent des ressemblances avec A. papillosa. Aeolidiella glauca possède une coloration plus vive sur les cérates, le pied et les rhinophores, ainsi qu'une légère pigmentation grise ; les premières touffes de cérates d'Aeolidiella alderi sont plus petites et de gros cnidosacs blancs sont visibles, donnant à cette espèce une coloration plus claire,.

## Écologie

### Alimentation

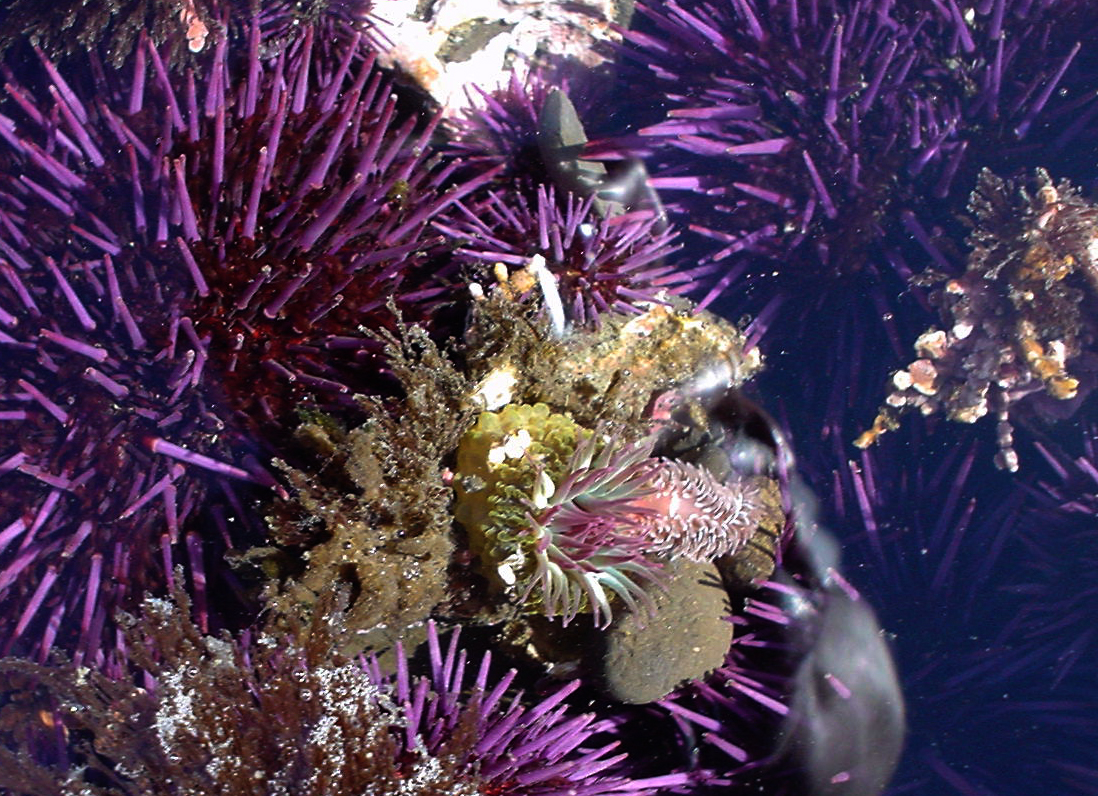
Un spécimen est observé attaquant une anémone de mer (en bas au centre). Les organismes autour d'eux sont des oursins pourpres (Strongylocentrotus purpuratus).

L'éolidien à papilles se nourrit presque exclusivement d'anémones de mer qui se trouvent en abondance dans son habitat. Les espèces ciblées sont notamment Sagartia elegans, Actinia equina, Metridium senile, Urticina felina, Anemonia viridis, Cereus pedunculatus et Actinothoe sphyrodeta ; les anémones des genres Epiactis et Metridian sont également consommées. A. papillosa sécrète un mucus visant à se protéger des filaments urticants appelés aconties émis par l'anémone attaquée. Il applique ce mucus sur la colonne de l'anémone puis commence à se nourrir. L'épaisse cuticule dans la bouche et l’œsophage permettrait aussi de se protéger des nématocystes. A. papillosa est un prédateur vorace puisqu'il consomme environ la moitié de son poids chaque jour. En raison de la capacité réduite du nudibranche à se mouvoir et de la présence d'une colonie d'une unique espèce d'anémone à proximité, il arrive que certains spécimens ne se nourrissent que d'une seule espèce. La coloration de l'espèce varie généralement en fonction du régime alimentaire : les spécimens se nourrissant d'anémones du genre Metridian sont souvent blanches, ceux ayant pour proies principales des anémones du genre Epiactis tendent vers le gris sombre. Lorsque le nudibranche se nourrit de l'anémone de mer, les nématocystes de cette dernière traversent le système digestif sans être abimés et sont envoyés aux extrémités des cérates. Ils sont ensuite utilisés pour la défense du nudibranche. La coloration de l'animal peut servir d'avertissement ; quand il est menacé, il agite parfois ses cérates. Le nudibranche Phidiana hiltoni est l'un des rares prédateurs de l'espèce connus. La consommation d'un grand nombre d'espèces différentes pourrait être un facteur de défense supplémentaire pour A. papillosa.
Si un spécimen se nourrit d'Anthopleura elegantissima qui vit en symbiose avec une algue, cette algue peut se voir transférée dans les cérates où elle continue à opérer la photosynthèse pendant une dizaine de jours, contribuant ainsi à la croissance de l'hôte.

### Reproduction
Comme les autres nudibranches, cette espèce est hermaphrodite : l'accouplement se déroule à la fin du printemps dans les régions les plus au nord. La ponte (ou « oothèque ») est blanchâtre, rosâtre ou orange et consiste en un cordon en spirale composé de milliers d’œufs d'environ 75 µm : le nudibranche le dépose à proximité du substrat servant de support aux anémones,. De ces œufs éclosent des larves véligères après 10 ou 20 jours.